# Berlijnse School (film)
De Berlijnse School is een stijlrichting in de Duitse film, die vanaf het midden van de jaren 90 ontstaan is vanuit de toenmalige komediefilms.
Het gaat in dit genre bij de filmmakers om de sensatie en het melodrama. Daarnaast staat het nuchter afbeelden van de realiteit en het normale leven in het middelpunt, maar verteld wordt in beperkte, meestal statische beelden.

## Regisseurs
- Christian Petzold
- Angela Schanelec
- Thomas Arslan
- Christoph Hochhäusler